# Garizim

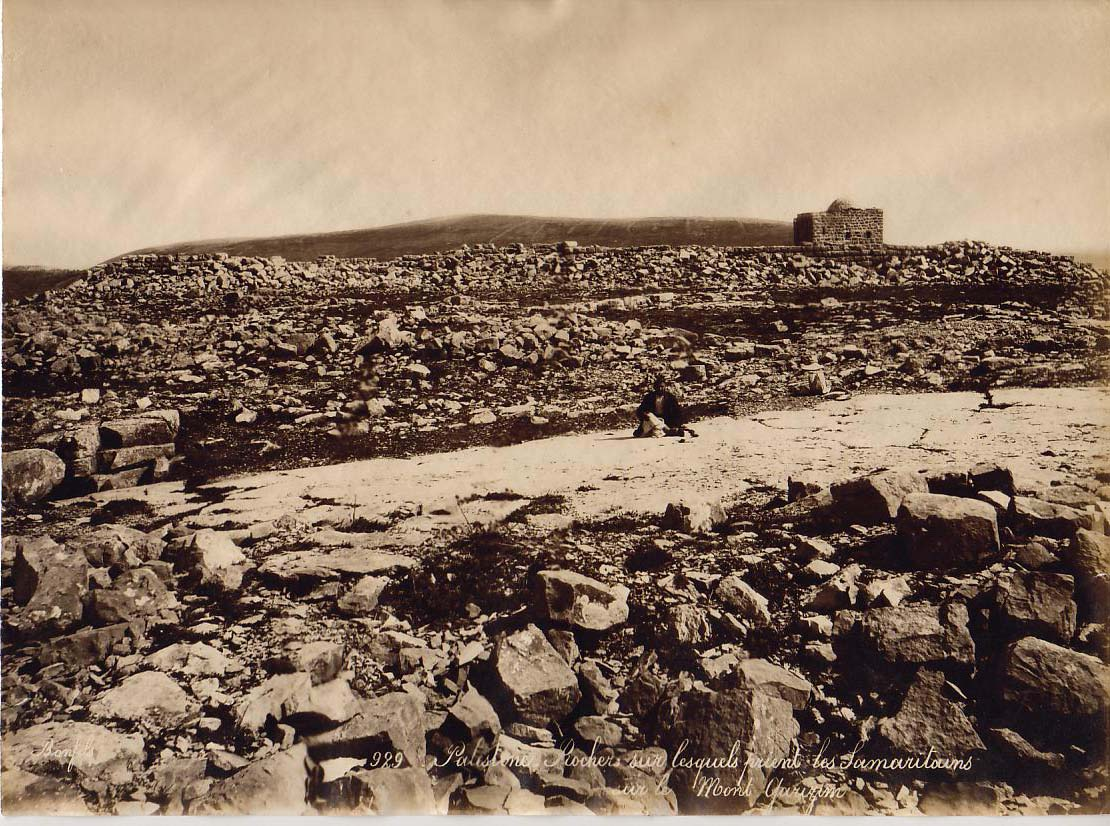
Gruzowisko na Gerazim; w tle sanktuarium
zdjęcie George'a H. Judda z 1913

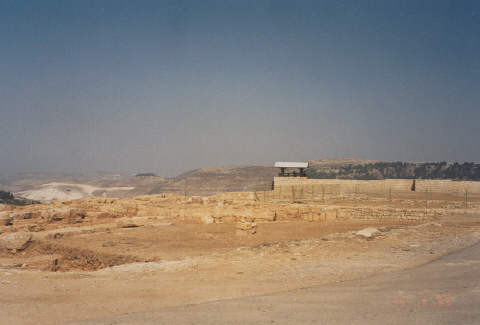
Gerazim – badania archeologiczne

Garizim (język samarytański hebrajski: Ar-garízim; arab.: جبل جرزيم Dżabal Dżarizīm, język tyberiadzki hebrajski: הַר גְּרִזִּים Har Gərizzîm; hebr.: הַר גְּרִיזִּים Har Gərizzim) – jedna z dwóch gór wznoszących się na południe od miasta Nablus w Samarii, w centralnej części Izraela. Góra wznosi się na wysokość 881 m n.p.m.
Leży na terytorium Autonomii Palestyńskiej.

## Religia
Jest to święta góra judaizmu oraz jedyne święte miejsce Samarytan.
Obok niej znajduje się bliźniacza Góra Ebal (obecnie arab. Dżabal Sitt Salaimijja), która jest jednak przez Boga przeklęta. Wspominana kilkakrotnie w Starym Testamencie jako pierwsze święte dla Izraelitów miejsce w Ziemi Obiecanej. W okolicy góry pierwszy ołtarz miał zbudować Abraham, tu miał stać jego namiot oraz namiot Jakuba. W tej okolicy Jakub zakopał posążki bożków rodzin swych żon i został również pochowany. Tu Jozue po zdobyciu miasta Aj odnowił Prawo Mojżeszowe.
Po okresie niewoli babilońskiej – utraciła znaczenie dla Żydów, awansowała zaś w religii Samarytan. Wybudowali oni tam własną świątynię ok. 330 p.n.e. za zgodą Aleksandra Macedońskiego, wyrażoną prawdopodobnie w 332 p.n.e. Sanktuarium to było później kilkakrotnie burzone przez: Żydów (w 129 p.n.e.), Rzymian, Bizantyjczyków i Arabów.
W czasach chrześcijańskich zabroniono Samarytanom korzystania z góry w celach kultowych, a na jej szczycie wybudowano kościół. Było to jedną z przyczyn buntu Samarytan pod przywództwem Julianusa ben Sabara w roku 529. Po podboju muzułmańskim restrykcje wyraźnie zmniejszyły się.
W pobliżu szczytu góry (ok. 800 m od niego) znajduje się olbrzymi piec służący całopaleniu owiec (głównie) w trakcie samarytańskiej Paschy. Oprócz głównego ołtarza na górze znajdują się również inne, z których najważniejsze to: Ołtarz Adama i Seta, Ołtarz Noego oraz Ołtarz Izaaka. Z tej góry ma rządzić światem samarytański Mesjasz – Taheb, co ma się zdarzyć w ciągu najbliższych trzech wieków.

## Współczesność
Na górze znajduje się dużych rozmiarów antena satelitarna, o usunięcie której Samarytanie starają się od wielu lat. Mimo obietnic władz Autonomii Palestyńskiej i wielu demonstracji antena nie została jeszcze usunięta. W 2001 roku Izrael umieścił tu także baterię artylerii, przeciw czemu protestowali i protestują wciąż Samarytanie. Na Gerazim prowadzone są od wielu lat intensywne badania archeologiczne. Wspólnota poza Paschą pielgrzymuje na górę również w czasie świąt Szawuot i Sukkot, w trakcie których odbywają się samarytańskie festiwale religijne.